# Retablo de la Capilla del Obispo (Madrid)

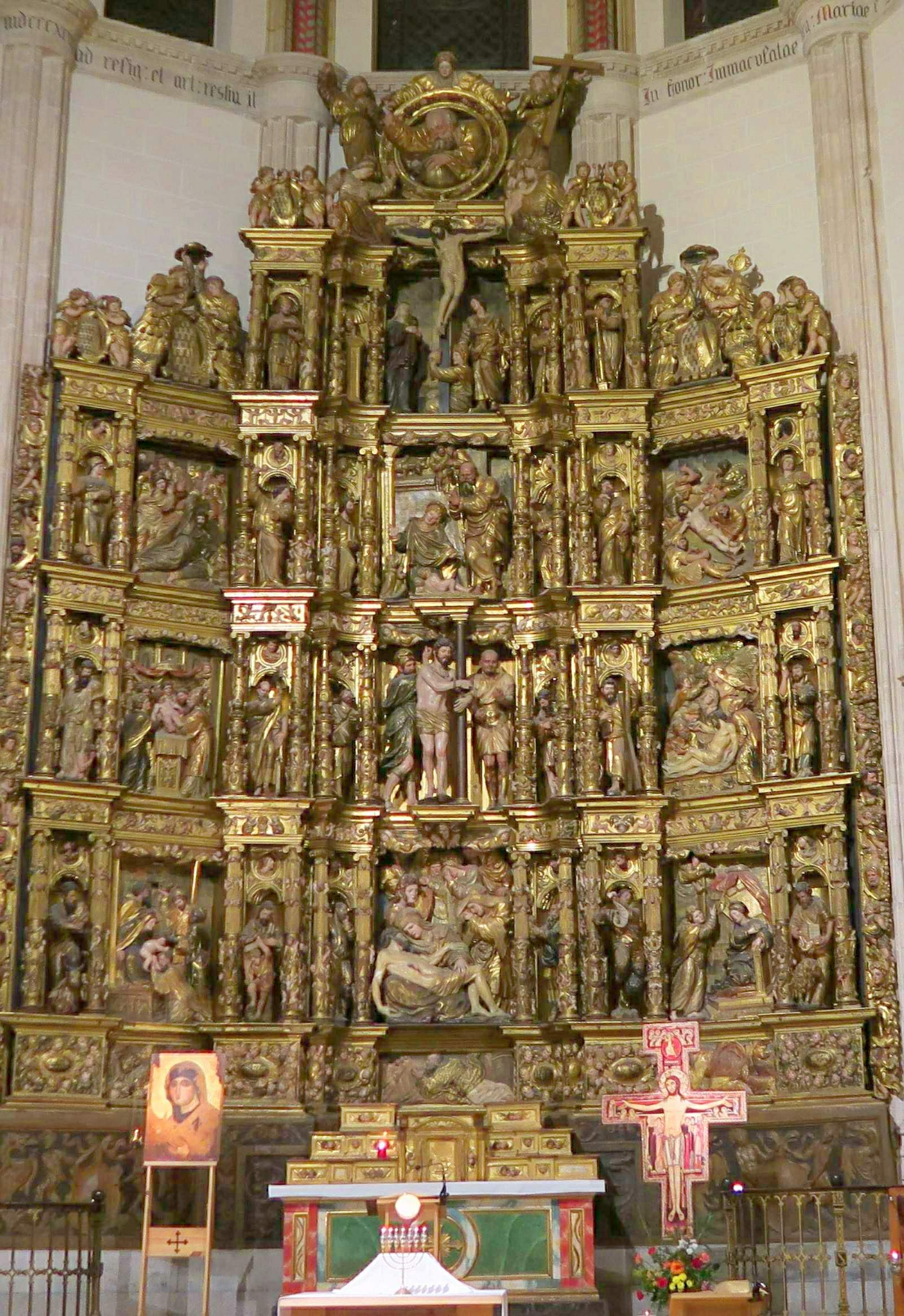
Vista general del retablo.

El retablo de la Capilla del Obispo de Madrid es un conjunto escultórico del siglo XVI, que se encuentra en la Capilla de santa María y san Juan de Letrán, más conocida como Capilla del Obispo, situada en la Plaza de la Paja de la capital española. Está considerado como una de las obras más relevantes de la escultura renacentista castellana.

## Historia

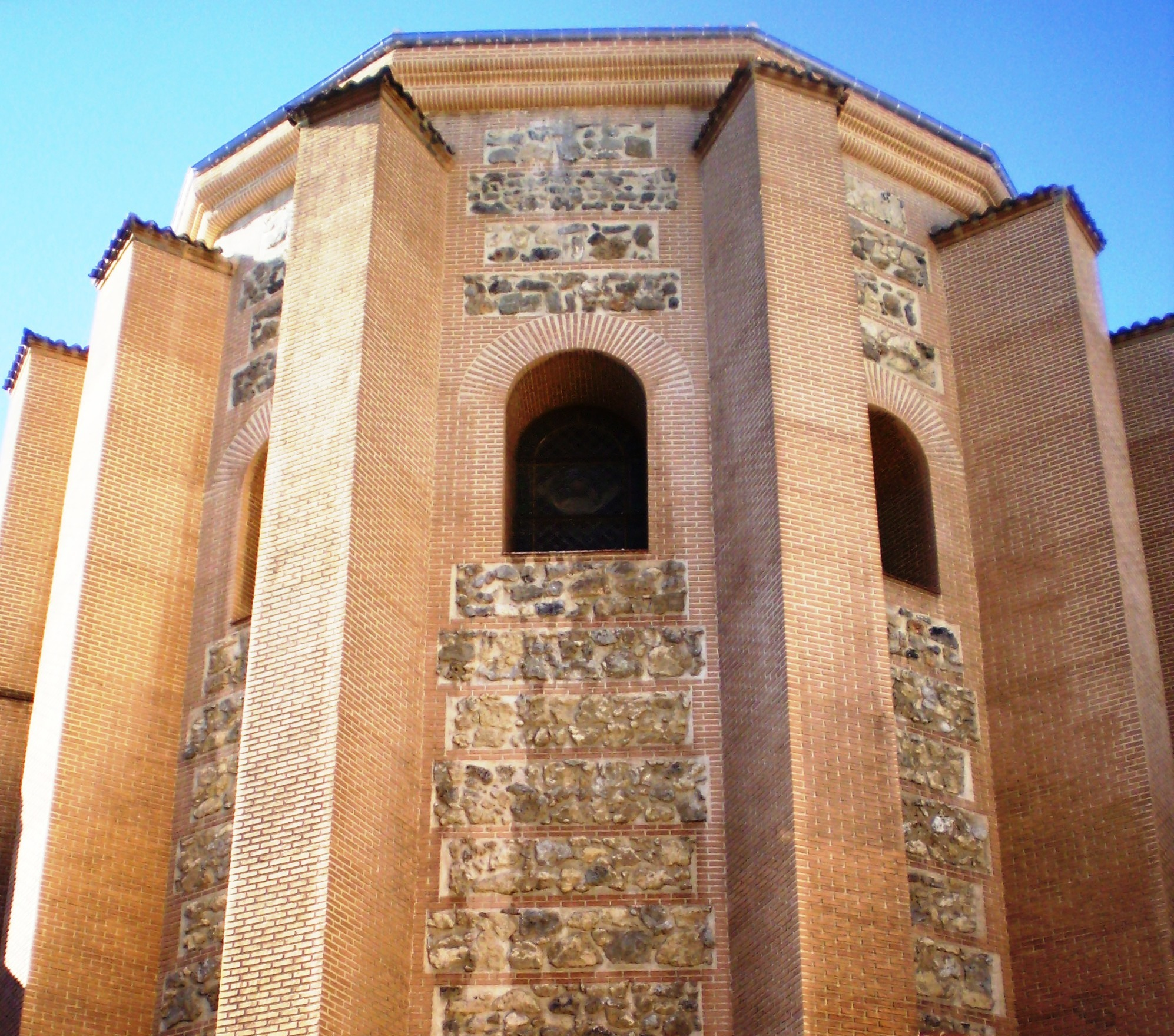
Ábside de la Capilla del Obispo, en cuyo interior se halla el retablo.

El retablo fue realizado por el escultor vallisoletano Francisco Giralte (1500-1576), discípulo de Alonso de Berruguete, quien contó con la colaboración de Juan de Villoldo, autor de la policromía. 
Los trabajos se iniciaron en 1547, a partir de un encargo de Gutierre de Vargas y Carvajal, obispo de Plasencia (Cáceres) entre 1524 y 1559 y uno de los principales impulsores de la capilla, que, en su honor, fue bautizada como del Obispo de Plasencia, aunque más adelante quedó en la del Obispo. 
Fue concluido hacia 1550.

## Descripción

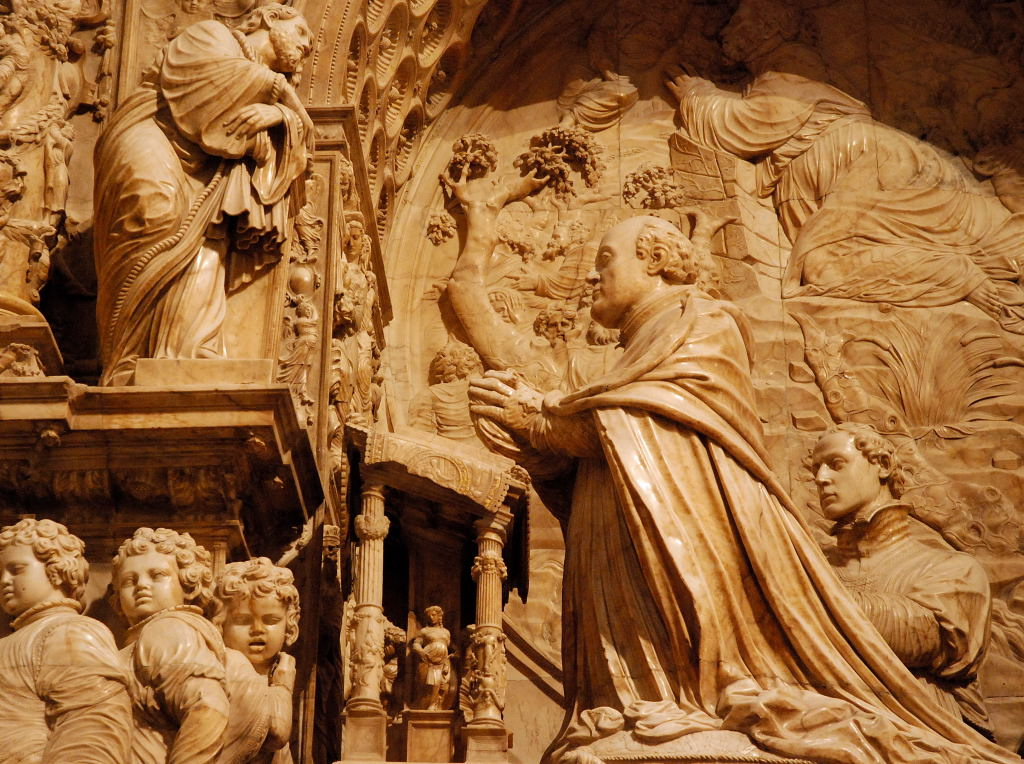
Cenotafio de alabastro de Gutierre de Vargas y Carvajal.

El retablo es de estilo renacentista, concretamente plateresco. Está tallado en madera de ciprés policromada, estofado de oro y pintado al óleo. Preside el ábside de la capilla y consta de un cuerpo central y de dos laterales, separados entre sí por dos entrecalles salientes. Estos elementos también están presentes a cada lado del conjunto, contabilizándose en total cuatro entrecalles.
Cada uno de los cuerpos está decorado con tres altorrelieves, dispuestos en piezas cuadrangulares, donde se plasman diferentes escenas de la vida de Jesucristo, relativas a su infancia y a su pasión. El cuerpo central está coronado, en su parte superior, por un grupo escultórico sobre la crucifixión.   
Con respecto a las entrecalles, éstas albergan un total de catorce figuras, que representan a los Apóstoles y a los Padres de la Iglesia. 
A los pies del retablo, a ambos lados del presbiterio, se sitúan otros dos conjuntos escultóricos, obra también de Francisco Giralte. Se trata de los sepulcros de Gutierre de Vargas y Carvajal y de sus padres, Francisco de Vargas e Inés de Carvajal. Están hechos en alabastro e integran diferentes esculturas, ente las que destacan las estatuas orantes de las citadas personalidades. 